# Het woord (film)
Het woord (Deens: Ordet) is een film van de Deense regisseur Carl Theodor Dreyer uit het jaar 1955. Het scenario is gebaseerd op het gelijknamige toneelstuk van de Deense auteur Kaj Munk. Dreyer won met deze film de Gouden Leeuw op het Filmfestival van Venetië.

## Verhaal
De drie zoons van de Deense landbouwer Morten Borgen hebben geloofsproblemen. Zijn oudste zoon Mikkel heeft zijn geloof verloren. Zijn tweede zoon Johannes heeft na een studie van Kierkegaard zijn verstand verloren en gelooft nu dat hij Christus is. Zijn jongste zoon wil trouwen met de dochter van kleermaker Peter die tot een andere godsdienst behoort. Morten gelooft dat zijn religie, de Kerk van Grundtvig, het leven centraal stelt, terwijl Peters geloof zich alleen bekommert om de dood.

## Receptie
De film wordt frequent opgenomen in lijsten van beste films aller tijden. In 2022 eindigde de film 48e in de peiling bij critici van Sight and Sound. Bij regisseurs eindigde de film 30e. Vooraanstaand filmcriticus Roger Ebert gaf de film 4/4 sterren en beschouwde het als een great film.

## Rolverdeling
| Acteur                 | Personage         |
| ---------------------- | ----------------- |
| Henrik Malberg         | Morten Borgen     |
| Preben Lerdorff Rye    | Johannes Borgen   |
| Brigitte Federspiel    | Inger             |
| Hemil Hass Christensen | Mikkel Borgen     |
| Ann Elisabeth Rud      | Maren Borgen      |
| Cay Christiansen       | Anders Borgen     |
| Sylvia Eckhausen       | Kirstin Petersen  |
| Ove Rud                | Priester          |
| Gerda Nielsen          | Anne Petersen     |
| Ejner Federspiel       | Peter Petersen    |
| Henry Skjær            | Arts              |
| Edith Trane            | Mette Maren       |
| Susanne Rud            | Lelleinger Borgen |